# Thomas Jocher

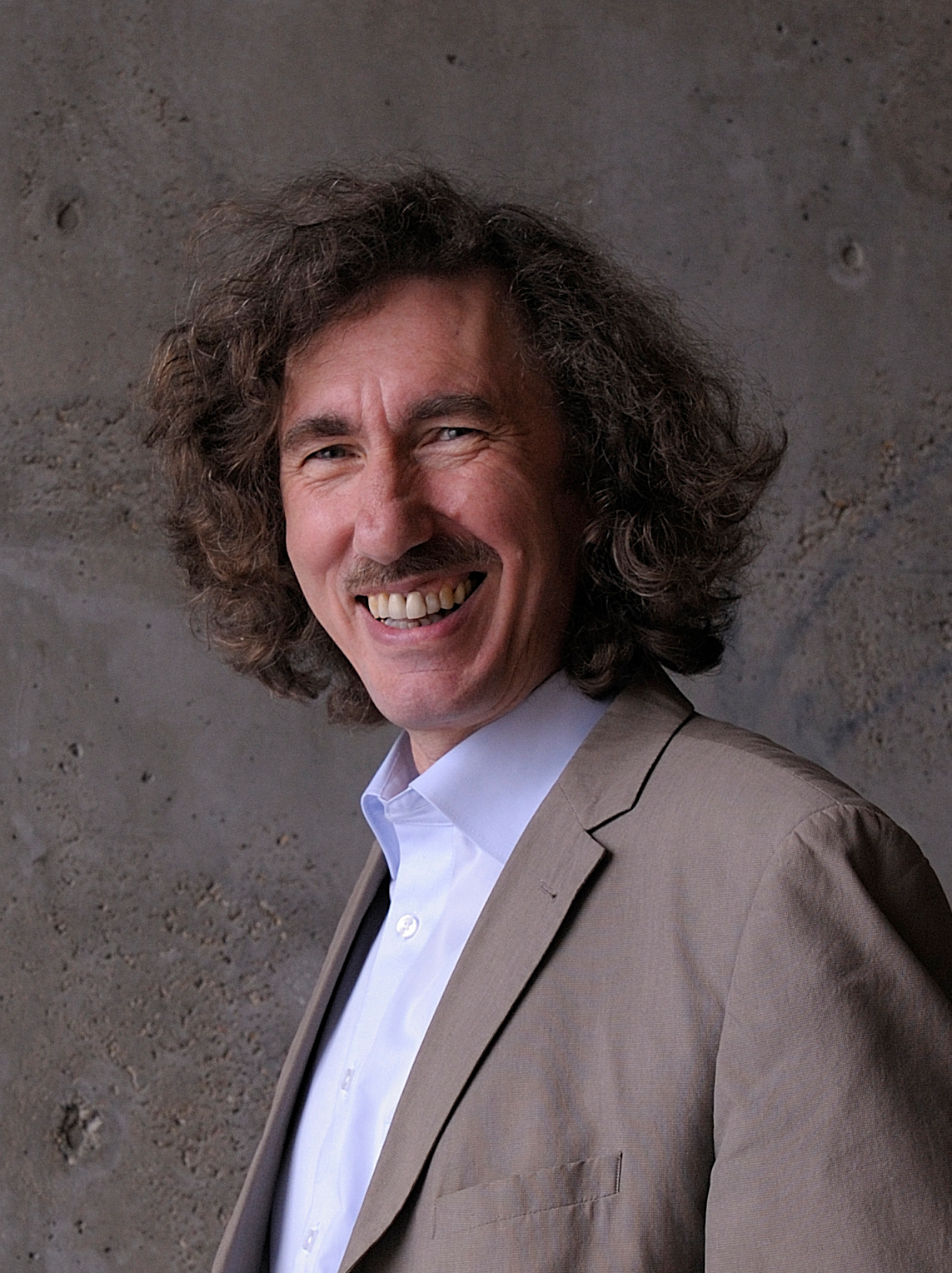
Thomas Jocher

Thomas Matthias Jocher (* 2. Oktober 1952 in Benediktbeuern) ist ein deutscher Architekt, Stadtplaner und Wissenschaftler.

## Werdegang
Der Architekt Mathias Jocher (1925–2018) und Mathilde Jocher (1923–2016) waren Thomas Jochers Eltern. Seit 1980 ist er verheiratet mit Andrea Jocher, geb. Wirth; beide leben und wohnen in München. Thomas Jocher studierte Architektur an der Technischen Universität München. Im Jahr 1980 schloss er das Studium als Dipl.-Ing. ab; 1991 wurde er an der Fakultät für Architektur mit der Arbeit Angerdörfer in Bayern – Siedlungsstruktur und Topografie mittelalterlich gegründeter Dörfer im 19. Jhdt. zum Dr.-Ing. promoviert.
Nach dem Studium arbeitete Thomas Jocher von 1980 bis 1983 im Architekturbüro Gebhard+arc, München. Im Anschluss arbeitete er als akademischer Rat am Institut Städtebau und Regionalplanung an der TU München (1984–1990). 1991 gründet er zusammen mit Dietrich Fink das Architekturbüro Fink+Jocher in München. 1997 erhielt er den Ruf an die Universität Stuttgart als Direktor des Instituts Wohnen und Entwerfen. Von 2004 bis 2007 war er DFG-Fachkollegiat und später wissenschaftlicher Beirat des Bundesinstituts für Bau-, Stadt- und Raumforschung. 2015 wirkte er in der Baukostensenkungskommission des Bundesministeriums für Umwelt, Naturschutz und nukleare Sicherheit mit und war in zahlreichen nationalen und internationalen Architekturjurys tätig, häufig als Vorsitzender.
Er ist Mitglied in der Deutschen Akademie für Städtebau und Landesplanung (DASL), dem Bund Deutscher Architekten (BDA) und dem Deutschen Werkbund (DWB).

## Forschung und Lehre

### Professur an der Universität Stuttgart
Im Jahr 1997 erhielt Jocher einen Ruf an die Fakultät Architektur und Stadtplanung der Universität Stuttgart an das neu gegründete Institut Wohnen und Entwerfen (IWE). Er war dort von 1997 bis 2018 Direktor des Instituts und von 2008 bis 2012 Prodekan an der Fakultät Architektur und Stadtplanung. Die Leitung am Institut umfasste die Professur für Architektur (Jocher), eine Professur für Architektur- und Wohnsoziologie (Harlander) und Planungswissenschaft (Reuter). Jocher hat „Gebäudelehre“ im Studiengang Architektur (B. Sc.) und Wohnungsbau (M. Sc.) gelehrt.

### Forschungen
An der Universität Stuttgart und der Hochschule München wurden zusammen mit anderen Hochschulen und vielen weiteren Projektbeteiligten folgende Forschungsthemen bearbeitet:
- Raumpilot Grundlagen, zusammen mit Sigrid Loch, Gebäudelehre Handbuch, 2010.
- Ready – altengerechte Forschung, 2014.
- Heat – Stressbelastung älterer Personen unter sommerlicher Wärme, 2015.
- LUX – Licht, natürliche Ressource in Stadt und Haus, 2016.

### Lehre und Forschung an anderen Universitäten
2007 wurde er vom College of architecture and urban planning der international renommierten Tongji-Universität, Shanghai, als „International Advisory Board Member“ aufgenommen.
2009 forschte er im Rahmen eines „Forschungssemester“ am College of Environmental Design der University of California, Berkeley über altengerechtes Wohnen.
2019/20 führt er weiterhin Lehre an der Hochschule München (Entwurf und Vorlesungen in „Einführen in das Entwerfen“) und am Fachgebiet Entwerfen und Wohnungsbau (EUW) an der TU Darmstadt (Entwurf und Vorlesungen im Fach Wohnungsbau) durch.

## Bauten
Eine Auswahl von Jochers Bauten wurden von Peter Bonfig fotografisch dokumentiert.
- Haus Franke, Penzberg, 1990

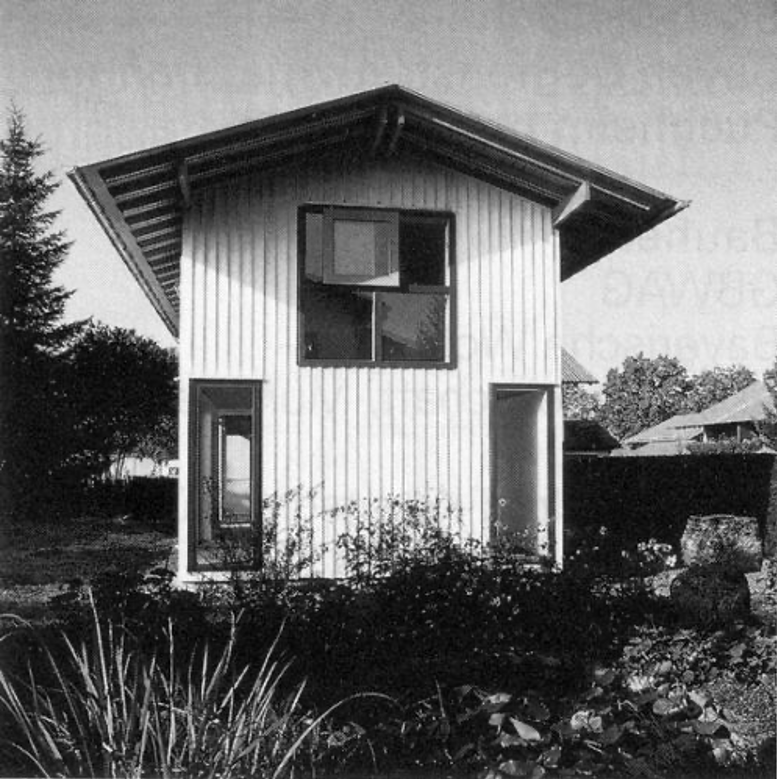
Haus Franke, entworfen von Thomas Jocher, Penzberg, 1990

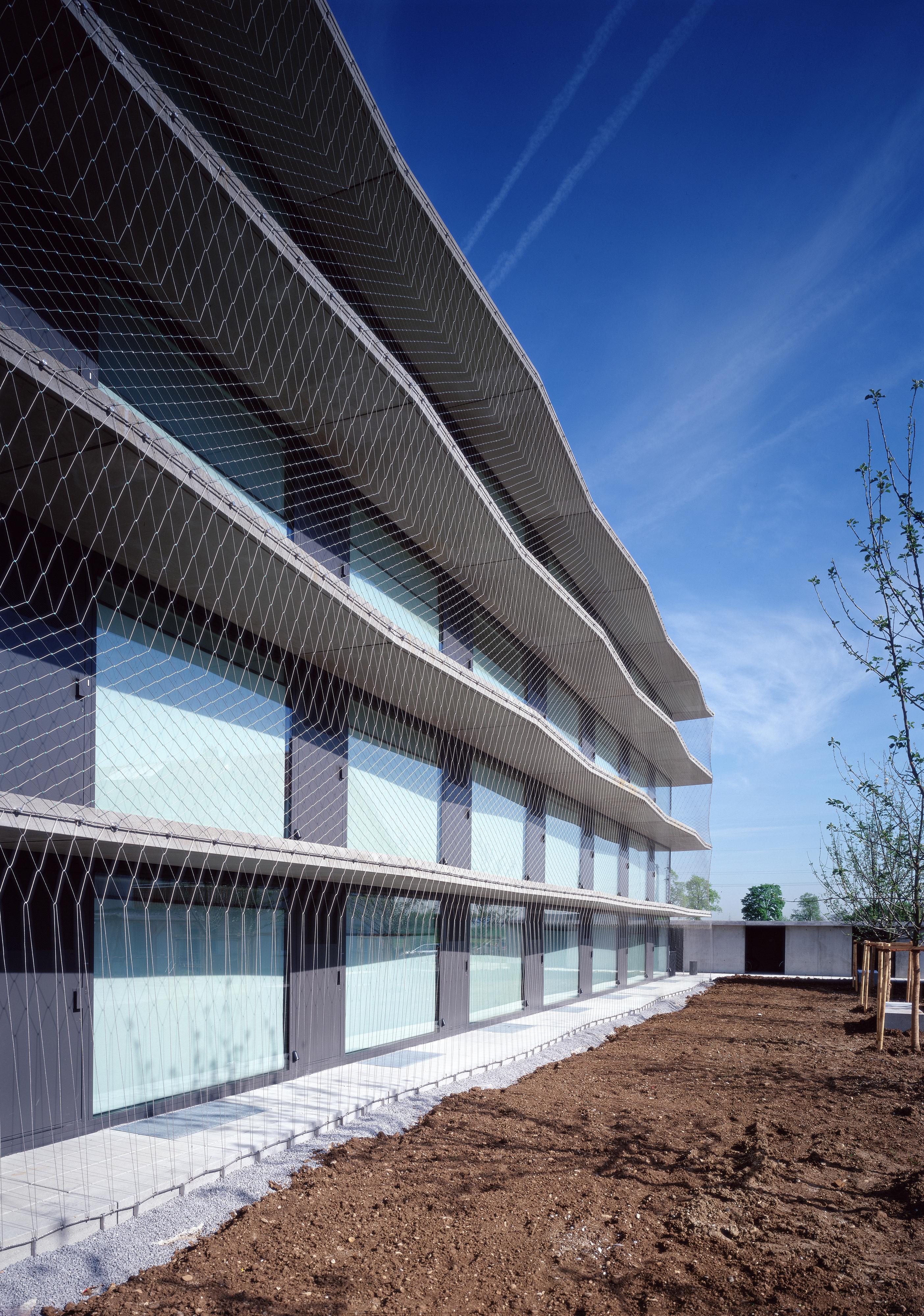
Studentenwohnheim TUM Garching, entworfen von Fink+Jocher, 2002–2005, Foto: Michael Heinrich

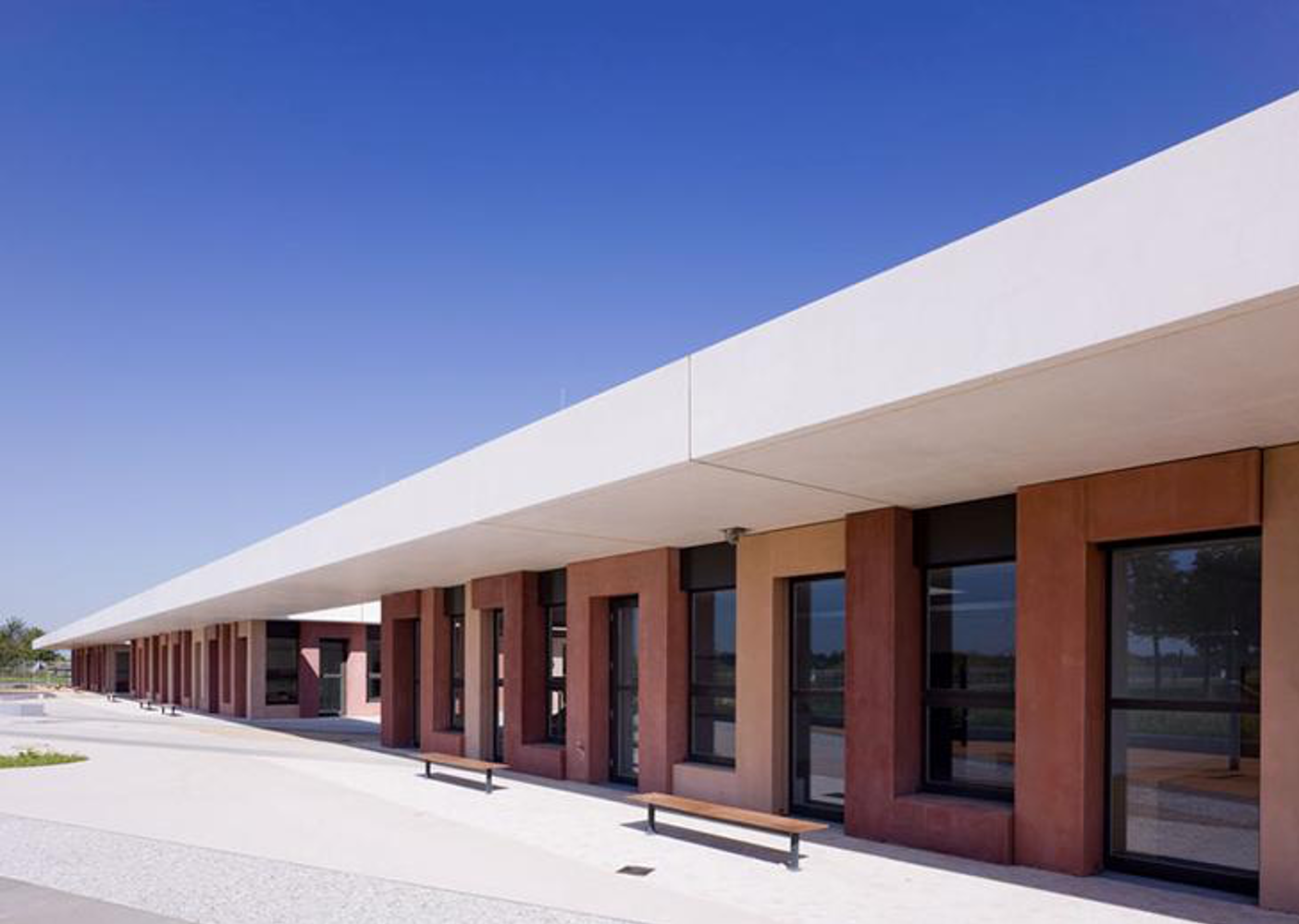
Grundschule Helsinkistraße München-Riem, entworfen von Fink+Jocher, 2007–2009

- Damaschkesiedlung Regensburg, 1996
- Quartier Widmannstraße, München-Riem, 1995–1998
- EXPO N41, Hannover, 1997–1999
- Taucherkantine Percha, 1998
- Raiffeisenstraße Regensburg, 1995–1996
- Low Budget Siedlung Regensburg, 1998
- Villa B. Starnberger See, Bernried am Starnberger See, 2000–2002
- Ballspielhalle Ingolstadt, 2000–2002
- Zwischen den Zeilen Ostfildern, 2002–2005
- Am Ackermannbogen München, 2002–2004
- Studentenwohnheim TUM, Garching bei München, 2002–2005
- SYNIA Shangyu New Industrial Area, Shangyu, Volksrepublik China, 2003–2005
- NUWOG Headquarters Neu-Ulm, 2003–2007
- Grundschule Helsinkistraße, München-Riem, 2007–2009
- Membergkuppe Bad Cannstatt, Stuttgart, 2007–2010
- Neckarbogen Heilbronn, 2015–2019
- Provinopark Augsburg, 2011–2014
- Rheinpark Heerdt Düsseldorf, 2012–2015
- Fallstraße München-Sendling, 2014–2020
- Domagkpark München, 2016–2018
- Magellanquartier, Bremen, 2016–2019

## Auszeichnungen (Auswahl)
- Deutscher Architekturpreis:
  - 1991: Auszeichnung für das Haus Franke, Penzberg
  - 2007: Preisträger mit dem Studentenwohnheim TUM Garching
- Deutscher Bauherrenpreis:
  - 1998: Preis, Kategorie „Neubau“ für Raiffeisenstraße Regensburg
  - 2000: Preis, Kategorie „Neubau“ für EXPO N41, Hannover
- 2000: Architekturpreis Ziegelforum Wohnanlage, Riem
- 2000: BDA-Preis Niedersachsen für EXPO N41, Hannover
- 2002: Architekturpreis Ziegelforum für Wohn- und Geschäftshaus Kronsbergkarree, Hannover
- 2003: Deutscher Holzbaupreis: Dritter Preis für Villa B. Starnberger See, Bernried
- 2006: Hugo-Häring-Preis für Zwischen den Zeilen, Ostfildern
- 2018: Bremer Wohnbaupreis, Kategorie „Kategorie Wohnquartiere und Quartiersansätze“ für das Magellanquartier, Bremen

## Veröffentlichungen
- Raumpilot Grundlagen. Zusammen mit Sigrid Loch, Stuttgart 2010, ISBN 978-3-7828-1525-3.
- ready. Hrsg.: BBSR. Bonn 2016, ISBN 978-3-87994-796-6.
- Wohnen muss teurer werden. In: Süddeutsche Zeitung vom 16. August 2014 (online).
- all ready? In: Deutsche Bauzeitschrift 9/2014.
- Der größte Fehler wären Massenwohnhäuser. In: Frankfurter Allgemeine Zeitung vom 5. Februar 2016.
- ready – prepared for senior-friendly housing. In: Mauerwerk 20/2016.
- Baut mehr Olympiadörfer. In: Süddeutsche Zeitung vom 11. Januar 2016 (online).
- Sozialwohnung – Fehlanzeige? Bayerischer Rundfunk, Fernsehen vom 20. April 2016, 45 Minuten.
- Dachräume: Entwerfen, Konstruieren, Bewohnen. Zusammen mit Ulrike Wietzorrek. Edition Detail, München 2018, ISBN 978-3-95553-356-4.
- Nicola Borgmann und Marco Goetz (Hrsg.): Perlen. Ausgewählte Freiräume in München. Franz Schiermeier Verlag, München 2020, ISBN 978-3-9813190-5-7 mit Beiträgen von Nicolette Baumeister, Matthias Castorph, Johannes Ernst, Benedict Esche, Peter Haimerl, Gottfried Hansjakob, Benedikt Hartl, Andreas Hild, Thomas Jocher, Karl R. Kegler, Elisabeth Merk, Dionys Ottl, Ritz Ritzer, Amandus Sattler, Karin Schmid, Martin Schnitzer, studioeuropa, Christiane Thalgott, Ludwig Wappner, Westner Schührer Zöhrer, Sophie Wolfrum, Tochtermann Wündrich, Max Otto Zitzelsberger

## Verfilmung
- Bauen und Bewahren- Die große Kunst, ein kleines Haus zu bauen von Dieter Wieland 1986, Folge 45